# 基里利夫卡 (多布羅韋利奇基夫卡區)
48°12′37″N 31°19′33″E / 48.21028°N 31.32583°E
基里利夫卡（烏克蘭語：Кирилівка），是烏克蘭中部的村莊，隸屬基洛夫格勒州的新烏克蘭卡區。該村始建於1810年，面積0.81平方公里，海拔高度179米，2001年人口120，人口密度每平方公里197.5人。